# 우크라이나 광장

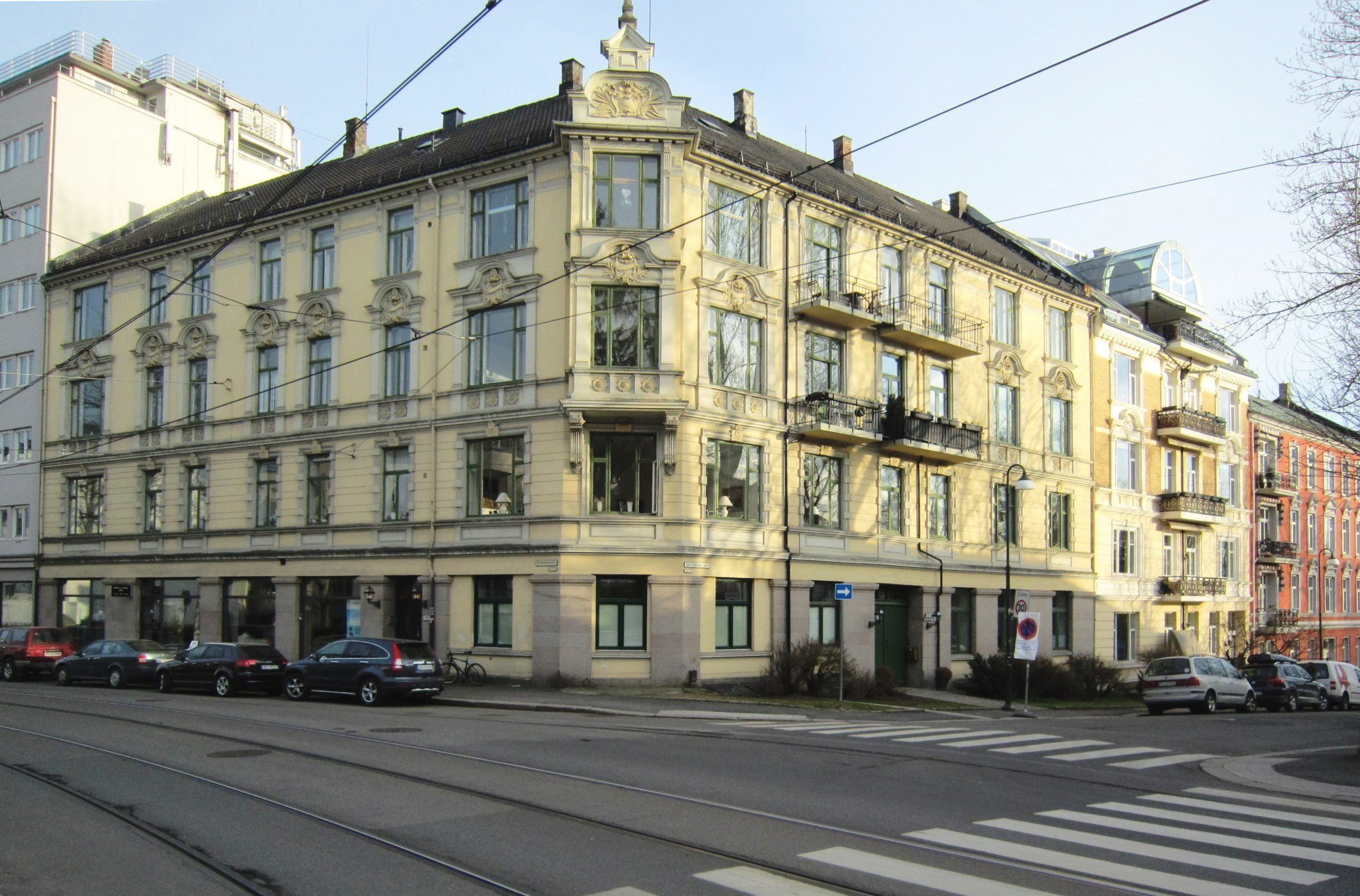
우크라이나 광장

우크라이나 광장(노르웨이어: Ukrainas plass)은 노르웨이 오슬로 프로그네르 스카르프스노에 있는 광장이다. 드람멘스베이엔과 레이브 에릭손스 게이트의 교차로에 위치하고 있다. 러시아 대사관이 이 광장에 소재하고 있다. 프로그네르 자치구는 2022년 러시아의 우크라이나 침공에 대한 대응으로 우크라이나의 자유를 지원하기 위해 2022년 3월 7일 광장을 우크라이나 광장이라는 이름으로 개명했다. 자치구는 2022년 3월 8일 러시아 대사관의 공식 주소를 우크라이나 광장으로 변경하기로 투표했다.